# Балагурак Іван Васильович
Іван Васильович Балагура́к (29 червня 1922, Косів — 13 лютого 2001, Косів) — український художник декоративно-ужиткового мистецтва (різьблення по дереву); член Спілки радянських художників України з 1958 року; заслужений майстер народної творчості УРСР з 1968 року. Брат різьбяра Осипа Балагурака.

## Біографія
Народився 29 червня 1922 року в місті Косові (нині Івано-Франківська область, Україна). Закінчив Косівське художньо-виробниче училище. Професії навчався у Федора Когута, Юрія і Семена Корпанюків, Василя Девдюка.
З 1939 року працював в артілі «Гуцульщина» (з 1948 року — фабрика імені Тараса Шевченка). У 1959 році перейшов на творчу роботу в художньо-виробничі майстерні Художнього фонду УРСР.
Жив у місті Косові в будинку на вулиці Павлика, № 22, потім в будинку на вулиці Павлика, № 40. Помер в Косові 13 лютого 2001 року

## Творчість
Працював в галузі декоративного мистецтва (художня різьба по дереву, інкрустація). Асортимент майстра складали барильця, боклаги, рахви, цукорниці, вази, підноси, шкатулки, портсигари, туалетні прибори, меблі, ківоти, хрести, свічники. Працював переважно в техніці сухої різьби. Серед робіт:
- декоративна тарілка «Богдан Хмельницький» (1957);
- книга-адреса з портретом Володимира Леніна (1969);
- декоративна тарілка «Василь Стефаник» (1971);

На шевченківську тему виконав:
- портрет Тараса Шевченка в інкрустованій рамі (1961);
- книжку-адрес із силуетом поета (1961);
- тарілки ювілейні (1961, 1964);
- тарілки з силуетом (1964) та барельєфом (1966);
- ракву з силуетом поета і ювілейну скриньку (обидві — 1964).

Для Національного історико-етнографічного заповідника «Переяслав» виконав комплекти гуцульських меблів, декоративні тарелі.
Брав участь у республіканських та всесоюзних виставках з 1947 року, зарубіжних з 1956 року, зокрема:
- в СРСР: у Києві у 1946, 1961, 1963, 1980 роках,  Москві у 1957, 1972 роках, Івано-Франківську в 1987 році, Коломиї у 1987 році;
- зарубіжних: у Пловдові (Болгарія), Празі (Чехія), Познані (Польща),  Лейпцизі (Німеччина),  Загребі (Хорватія), Відні (Австрія), Парижі, Марселі (Франція), Брюсселі (Бельгія), Монреалі (Канада), Нью-Йорку (США), Кіото (Японія), Улан-Баторі (Монголія)[1].

Твори зберігаються в Музеї народного мистецтва Гуцульщини в Коломиї (36 робіт майстра), Музеї етнографії у Санкт-Петербурзі, Національному музеї декоративного мистецтва України у Києві, музеях Львова, Косова, а також у приватних колекціях.